# Nico Helminger
Nico Helminger (Differdange, 1 de juliol de 1953) és un escriptor luxemburguès, que escriu poesia, obres de teatre i llibrets d'òpera. El 2008 va guanyar el Premi Batty Weber per la seva obra literària.
És el germà gran del també escriptor Guy Helminger. Després de graduar-se a l'institut el 1972, va començar a estudiar alemany, Filologia romànica i teatre a Luxemburg, Saarbrücken, Viena i Berlín. El 1980 va marxar a París, on ensenyava alemany i història a un institut. A partir del 1984 es va convertir en escriptor a temps complet, vivint a Múnic, Heidelberg, París i Luxemburg, establint-se definitivament a Esch-sur-Alzette el 1999.
Helminger ha escrit obres de teatre de crítica social com Miss Minett und de schantchen, en la qual ens mostra els problemes socials i psicològics que es pateixen a la regió industrial del sud-oest de Luxemburg. Altres obres, com Kitsch, Läschten eens käe liewen o Kurzgeschichten, ensenyen la violència domèstica i la pèrdua d'esperança i propòsits com a símptomes d'una societat inhumana i materialista. Segons Helminger aquestes característiques es deuen a la repressió de les qüestions polítiques i socials resultants de la Segona Guerra Mundial, al poder de l'església i dels mitjans de comunicació. En les seves últimes obres, com ara In eigener säure, Grenzgang, es mostren més elements poètics, intertextuals i multilingües.